# Алекса Микола Тимофійович
Микола Тимофійович Алекса (28 серпня 1929, Іванівка — 16 серпня 2009) — начальник Управління внутрішніх військ МВС по Українській РСР і Молдавській РСР (1985—1990), генерал-лейтенант. Кандидат у члени ЦК КПУ в 1986—1990 роках. Депутат Верховної Ради УРСР 11-го скликання (у 1988—1990 роках).

## Біографія
Народився 28 серпня 1929 року в селі Іванівці (нині Карагандинської області Казахстану). Закінчив Алма-Атинське вище військове командне прикордонне училище в 1953 році і Військову академію в 1963 році. Службу проходив на посадах командира взводу, роти, батальйону, полку, дивізії в районах Півночі, Уралу та Сибіру.
У 1985—1990 роках — начальник Управління внутрішніх військ МВС по Українській РСР і Молдавській РСР.
Як начальник управління — командувач внутрішніх військ по Українській РСР і Молдавської РСР активно брав участь в організації заходів з ліквідації наслідків аварії на ЧАЕС протягом 1986—1990 років та заходів щодо забезпечення громадської безпеки в районах міжнаціональних конфліктів.
На XXVII з'їзді КПУ був кандидатом в члени ЦК КПУ. Обирався депутатом Верховної Ради УРСР 11 скликання (1988—1990 роки).

Могила Миколи Алекси

Звільнений у відставку в 1990 році. Генерал-лейтенант. Член ГО «Побратими» з 13 січня 2005 року. Жив у Києві. Помер 16 серпня 2009 року. Похований на Байковому кладовищі (ділянка № 33).

## Відзнаки
Нагороджений радянськими орденами Жовтневої Революції, Червоної Зірки, «За службу Батьківщині в Збройних Силах СРСР», медаллю «За відмінну службу по охороні громадського порядку», відзнаками «Хрест Слави», Почесний Знак «За відзнаку в службі» МВС України, Почесним Знаком МНС України. Заслужений працівник МВС України та СРСР.
У роки незалежності України відповідно до Указу Президента був також нагороджений орденом Богдана Хмельницького 3-го ступеня з нагоди відзначення державними нагородами України учасників ліквідації наслідків аварії на Чорнобильській АЕС.